# 贝伦莱福尔巴克
贝伦莱福尔巴克（法語：Behren-lès-Forbach，法語發音：[beʁən lɛ fɔʁbak]，意为“福尔巴克附近的贝伦”；洛林法兰克语：Bäre）是法国摩泽尔省的一个市镇，属于福尔巴克-布莱摩泽尔区。

## 地理
贝伦莱福尔巴克（49°10'26"N, 6°56'5"E）面积5.54 平方千米，位于法国大東部大區摩泽尔省，该省份为法国东北部内陆省份，是洛林的一部分，西南接默尔特-摩泽尔省，东临下莱茵省，北与卢森堡和德国接壤。
与贝伦莱福尔巴克接壤的市镇（或旧市镇、城区）包括：布斯巴克、埃茨兰、福尔克兰、福尔巴克、凯尔巴克、厄坦。
贝伦莱福尔巴克的时区为UTC+01:00、UTC+02:00（夏令时）。

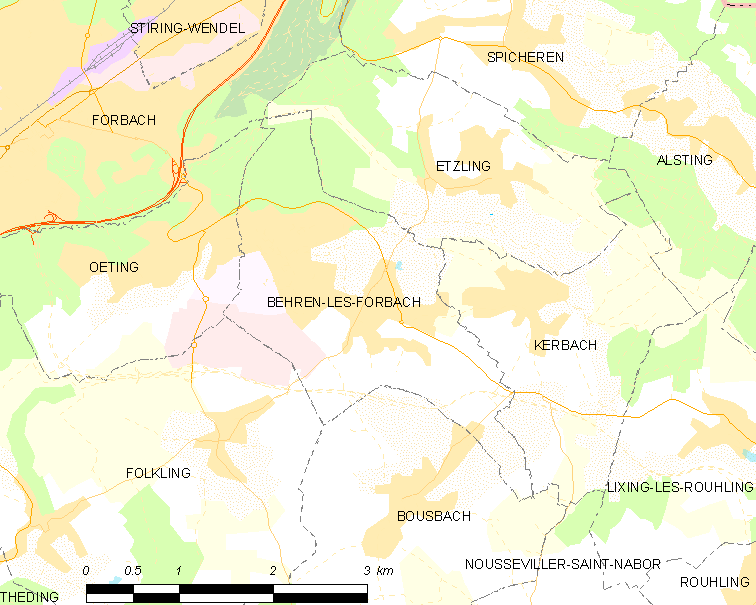
贝伦莱福尔巴克的OSM定位图

## 行政
贝伦莱福尔巴克的邮政编码为57460，INSEE市镇编码为57058。

## 政治
贝伦莱福尔巴克所属的省级选区为斯蒂兰旺代勒县。

## 人口

1962-2008年间贝伦莱福尔巴克人口变化图示

贝伦莱福尔巴克于2022年1月1日时的人口数量为6299人。